# Koumbri
Koumbri là một tổng thuộc Yatenga (tỉnh) ở phía bắc Burkina Faso. Thủ phủ là thị xã Koumbri. Dân số năm 2006 là 44.652 người.

## Các thị xã và làng xã
Amene-Mossi, Amene-Saaba. Bidi-Mossi, Bidi-Peulh-Thiou, Bidi-Peulh-Todiam, Bidi-Rimaibe-Thiou, Bidi-Rimaibe-Todiam, Bidi-Silmimossi, Dandambara, Desse, Dondombene-Mossi, Dondombene-Peulh, Gassin-Sirgui, Keke-Mossi, Keke-Peulh, Kougourin, Ninigui, Pogoro-Mossi, Porogo-Silmimossi, Rim, Ronga, Saya-Mossi, Saya-Peulh, Seno-Bosnore, Seno–Todiam, Silga, Soulou, Tanvousse–Mossi, Tanvousse–Peulh và Tibtenga.